# ミヤマオトコヨモギ
ミヤマオトコヨモギ（深山男蓬、学名： Artemisia pedunculosa Miq.）は、キク科ヨモギ属に分類される多年草の1種。種小名のpedunculosaは花梗のあるを意味する。和名は実が1 mmにも満たないほど小さく、種子がないと思い、オス（男）のヨモギとしたと言われている近縁であるオトコヨモギの高山に生育するものであることに由来する。

## 特徴
地下茎はよく分枝し、長く伸びる。高さ10-35 cmで、大きいものは50 cm以上になる。花茎は直立または多くは斜上し、そう生し、紫色を帯び、はじめ絹毛があり、上方で短く枝分かれし、下部にふく枝がある。根生葉はさかさ卵状へら形、葉柄とともの長さは3-8 cm、幅1-2 cm、円頭、不規則な鋭いきょ歯と切れ込みがあり、上面は深い緑色、下面は黄色を帯びた緑色で柔らかい絹毛があり、洋紙質、基部は次第に細く、翼のある柄に続き、やや密につく。茎葉は単葉で、葉柄はなく、長さ2-6 cm、幅0.5-1.5 cmの倒披針状へら形で、先は浅く3-5裂し、基部はなかば茎を抱き、まばらに互生する。花をつけない短茎の先にロゼット状に葉をつける。ロゼット状の葉は、広いさじ形、欠刻状の鋭い鋸歯があり、はじめ絹毛があるが、のちに無毛。

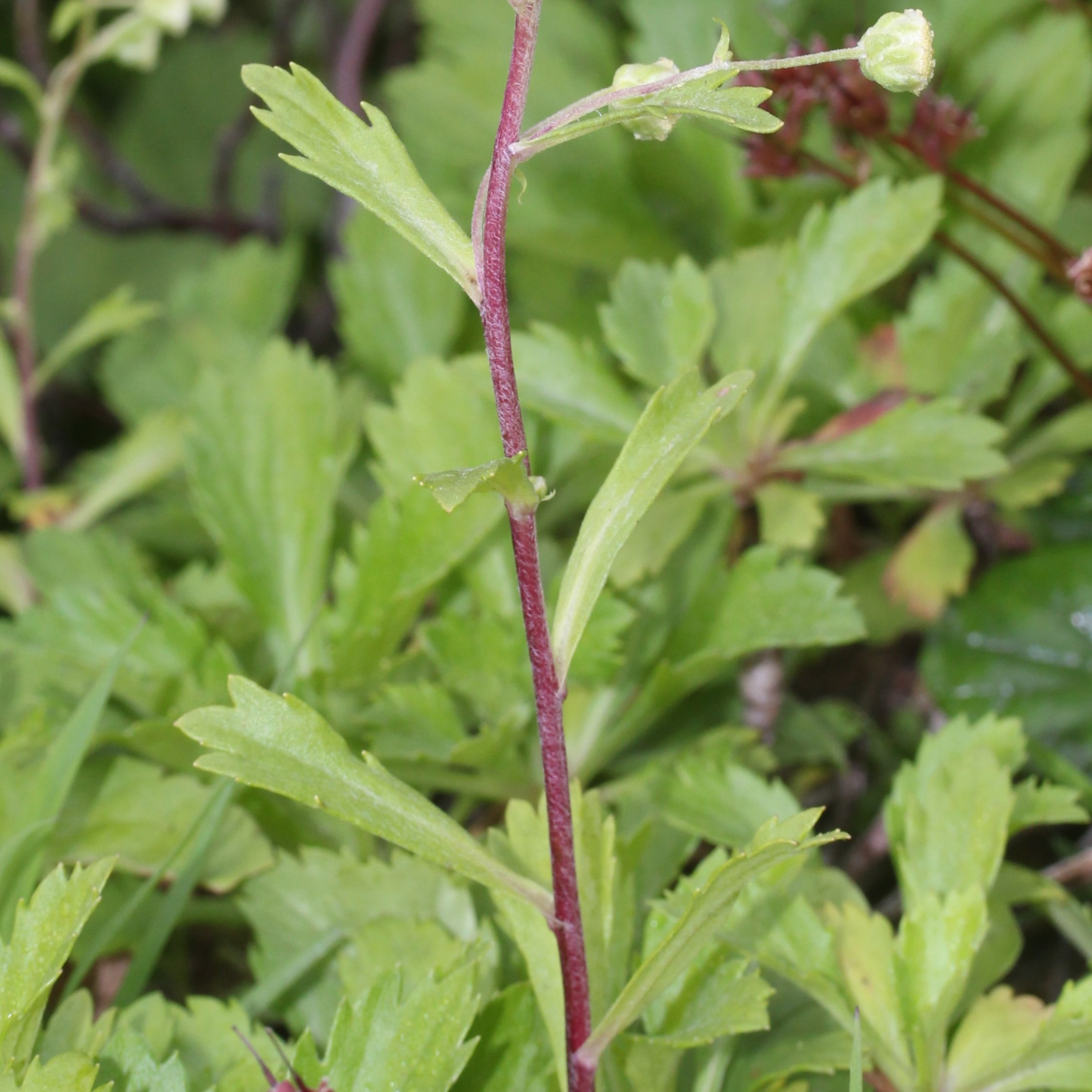
花茎は紫色を帯びる 茎葉は単葉で、葉柄はなく、先は浅く3-5裂し、まばらに互生する
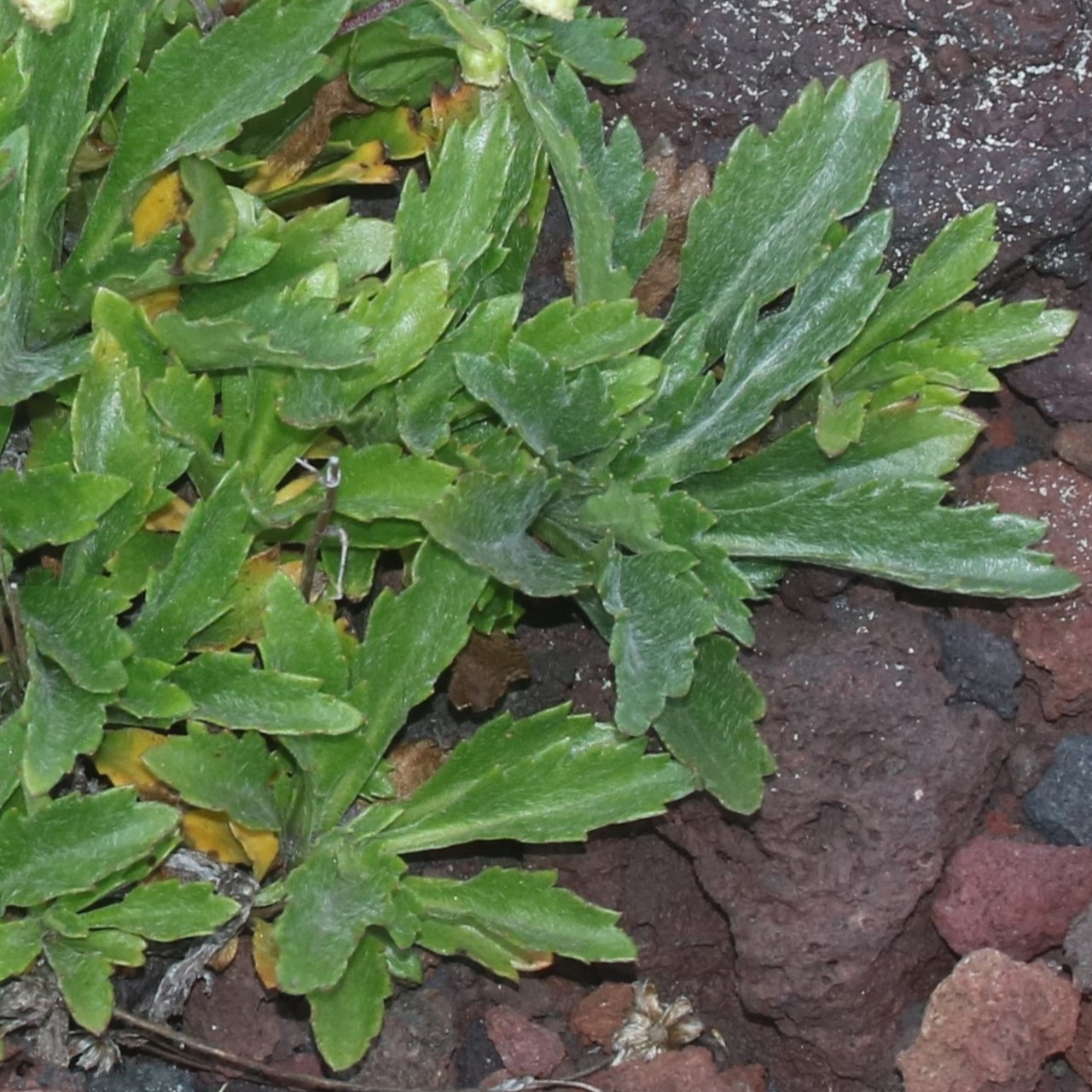
花をつけない短茎の先にロゼット状に広いさじ形、欠刻状の鋭い鋸歯がある葉をつける

頭花は茎の中部から上端の葉腋に1-2個ずつつき、直径0.5-1 cmで、10数個が総状または複総状につき、下向きに咲き、両性花と雌花がある。頭花柄は細くて長くのび、絹毛がある。総苞は長さ4-6 mmの半球形で、無毛。総苞片は3-4列で、やや同長、外片は卵状楕円形、内片は楕円形、縁は広く透明膜質で黄白色、背部は黄緑色。花期は7-9月（8-10月、7月下旬-9月）。果実は痩果で、長楕円形、長さ2 mm、はじめ細毛がある。染色体数は2n=18（2倍体）。

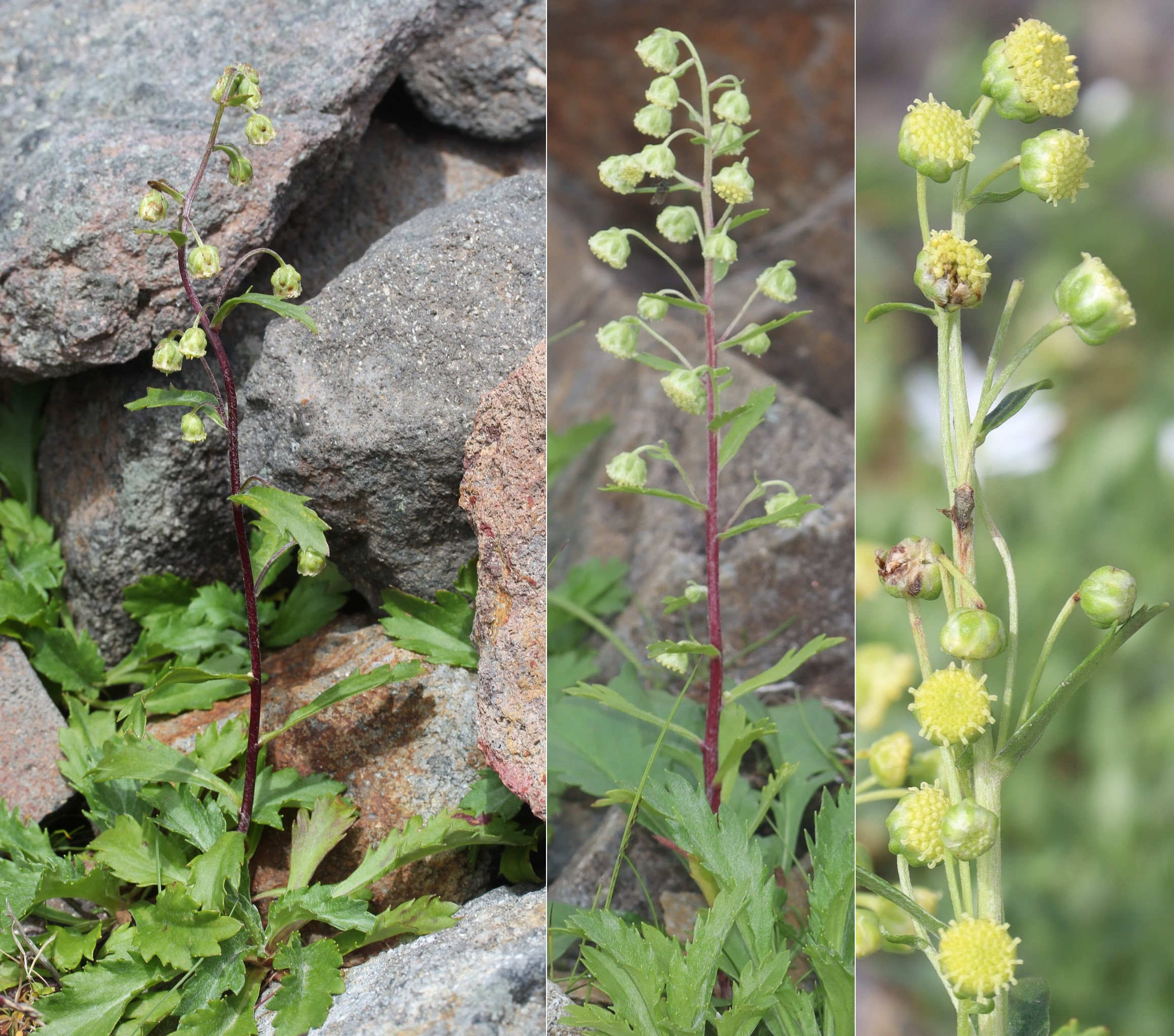
頭花は茎の中部から上端の葉腋に1-2個ずつつき、10数個が総状または複総状につき、下向きに咲く
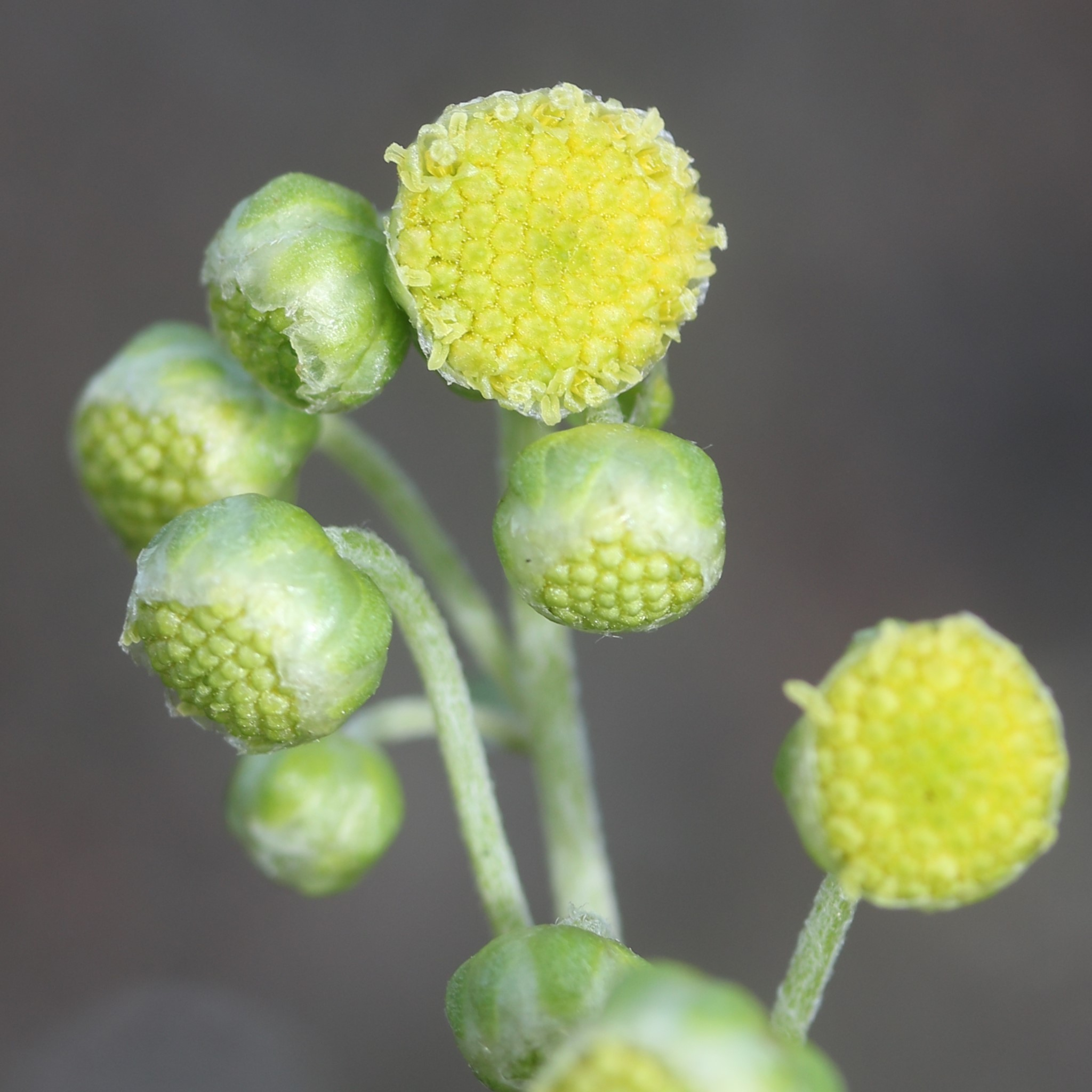
総苞は半球形で、総苞片は3-4列で、外片は卵状楕円形、内片は楕円形、縁は広く透明膜質で黄白色、背部は黄緑色

## 分布・生育環境

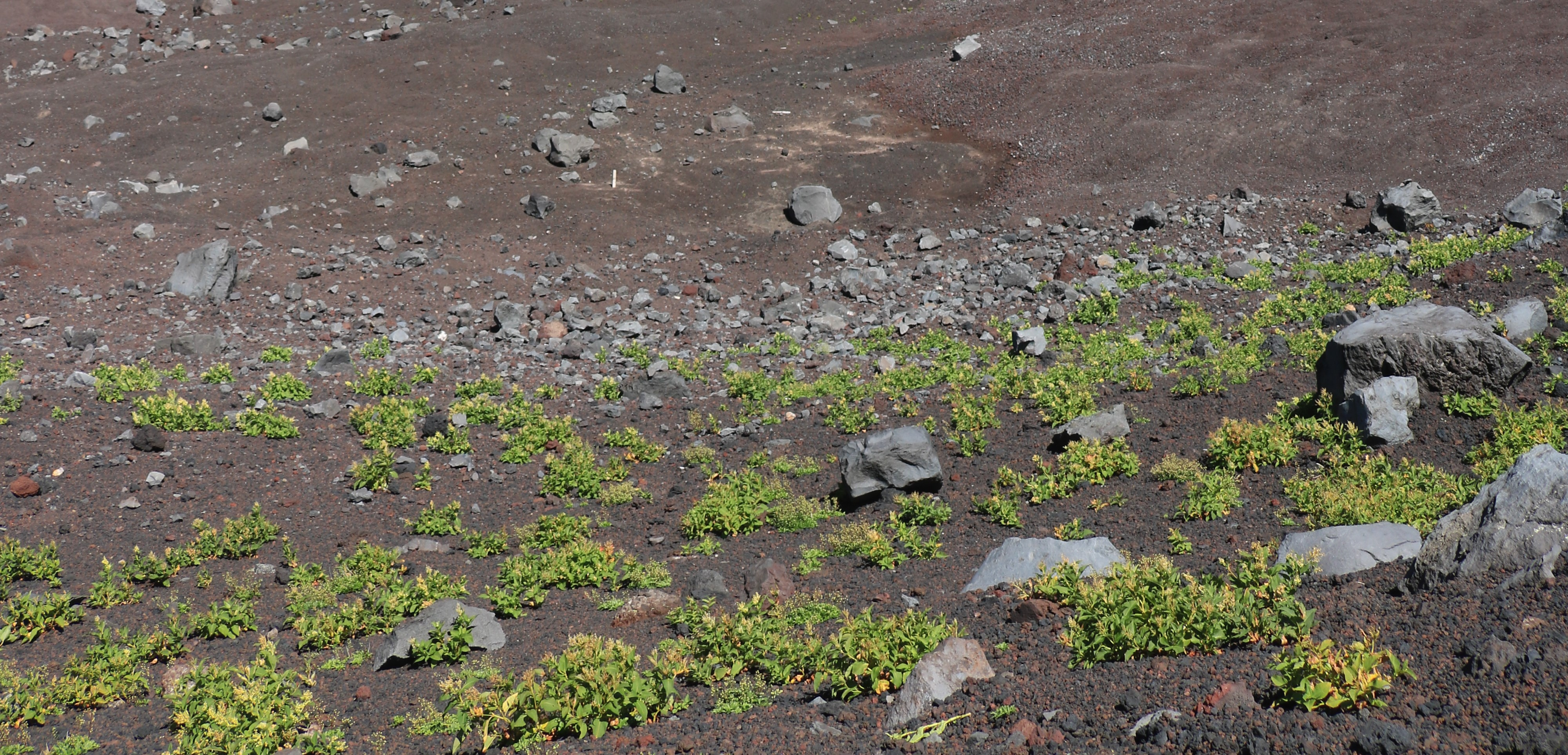
富士山の宝永火口付近の高山帯の砂礫地にオンタデとともに生育するミヤマオトコヨモギ

日本の固有種。本州（群馬県、新潟県、富山県、石川県、福井県、山梨県、長野県、岐阜県、静岡県）に分布する。東限と南限は富士山、西限は白山、北限は白馬岳でやや狭い地域に分布する。基準標本は富士山のもので、富士山の高山帯では普通に見られる。
亜高山帯から高山帯にかけての岩場や砂礫地の乾性の草地に群生して生育する。

## 種の保全状況評価
日本では環境省による国レベルのレッドリスト受けていないが、以下の都道府県のレッドリストで指定を受けている。
- 県域絶滅危惧II類 - 福井県[12]
- 地域個体群（LP） - 新潟県[13]